# Kanton Allonnes (Maine-et-Loire)
Kanton Allonnes (fr. Canton d'Allonnes) je francouzský kanton v departementu Maine-et-Loire v regionu Pays de la Loire. Tvoří ho sedm obcí.

## Obce kantonu
- Allonnes
- Brain-sur-Allonnes
- La Breille-les-Pins
- Neuillé
- Varennes-sur-Loire
- Villebernier
- Vivy